# جيان فرانسيسكو غونسالفيس ماريانو
جيان فرانسيسكو غونسالفيس ماريانو (بالبرتغالية: Gian Francesco Gonçalves Mariano‏) (19 سبتمبر 1982 في البرازيل - ) هو لاعب كرة قدم برازيلي في مركز الدفاع. لعب مع نادي أفاي لكرة القدم ونادي بونتي بريتا ونادي ساو كايتانو ونادي فاسكو دا غاما وماريليا أتلتيكو ‏ ونادي ميراسول.

## وصلات خارجية
- جيان فرانسيسكو غونسالفيس ماريانو على موقع قاعدة بيانات كرة القدم.إي يو (الإنجليزية)
- جيان فرانسيسكو غونسالفيس ماريانو على موقع Soccerway.com (الإنجليزية)